# Seegers & Sohn
Seegers & Sohn GmbH & Co. KG in Steinhude ist die älteste und letzte noch in Deutschland kommerziell produzierende Leinenweberei und seit ihrer Gründung im Bereich der Heimtextilien tätig.

## Firmengeschichte
Seegers wurde 1765 als „Leinen – und Tischzeugweberei Seegers“ von der ortsansässigen Anna Maria Elisabeth Pape und ihrem Ehemann, dem hannoverschen Weber Johann Dietrich Jacob Seegers mit 2 Gesellen gegründet und befindet sich in der nunmehr 9. Generation in Familienbesitz. Heinrich Wilhelm Konrad Seegers, der das Unternehmen ab 1896 führte, war von 1906 bis 1922 Landtagsabgeordneter in Schaumburg-Lippe. 
Seit der Gründung werden ausschließlich Leinen- und Baumwollgarne verwebt, alle verwendeten Garne sind Oeko-Tex zertifiziert und stammen aus europäischer Produktion. Nach den Anfängen in der Handweberei wurden seit der zweiten Hälfte des 19. Jahrhunderts maschinelle Webstühle eingesetzt. Produziert wird heute auf 16 Webstühlen im firmeneigenen Steinhuder Industriegebäude von 1912, dem inzwischen letzten seiner Art am Ort. Das Unternehmen wurde für die damit verbundene Heimatpflege ausgezeichnet.

## Weberei in Steinhude
Die Leinenweberei bildete seit 1728, als ihnen das Zunftrecht zugesprochen wurde, einen Schwerpunkt der nichtagrarischen Wirtschaft der Region am Südufer des Steinhuder Meeres. 1861 arbeitete ein Viertel der Bevölkerung in häuslichen Handwerksbetrieben in diesem Bereich, 1912 waren unter den 1825 Einwohnern 155 Weber, 4 Webermeister und 4 Leinenhändler, es existierten 3 größere Webereien. Seinerzeit gab es auch eine Lederfabrik, einem Familienzweig der Seegers gehörend. Nach dem Zweiten Weltkrieg gab es noch 7 Betriebe, von denen nur Seegers & Sohn übrig blieb.

## Heutige Situation von Seegers und Markt
Seegers erzielt mit 25 Mitarbeitern einen Umsatz von 2,5 Millionen €. Neben dem Inlandsmarkt gibt es ein europäisches Exportgeschäft, zumeist in die Schweiz und nach Österreich. Die traditionellen Kunden der Hauptproduktlinien Tischwäsche, Küchen- und Handtücher sowie Bettwäsche sind Hotellerie und Gastronomie sowie der gehobene Fach-Einzelhandel. 1997 wurde ein Werksverkauf für Privatkunden aufgenommen, der Onlinevertrieb hat kontinuierlich an Bedeutung gewonnen. Wichtige Referenzkunden sind das Bundeskanzleramt, Bundespräsidialamt sowie Diplomatische Vertretungen. Im Jahr 2017 wurde die Marke Leinenfabrik geschaffen.
Zur Steigerung der Bekanntheit und des Verkaufs veranstaltet die Leinenweberei als Marketingaktionen Werksführungen, Tage der offenen Tür und wirkt in Tourismusinitiativen sowie bei örtlichen Veranstaltungen mit. Zudem gibt es ein kleines, hauseigenes Museum und seit 2017 auch ein eigenes Café.